# Japan News Network
Japan News Network (ジャパン ニュース ネットワーク?, Japan Nyūsu Nettowāku, anche conosciuta come JNN) è un network televisivo privato giapponese. L'azienda è stata fondata il 1º agosto 1959 dalla Tokyo Broadcasting System, Inc.
JNN è un network commerciale che opera come cooperativa guidata dalla key station TBS (Tokyo Broadcasting System), con sede a Tokyo. I programmi della TBS vengono distribuiti a livello nazionale attraverso JNN e trasmessi dalle varie emittenti locali affiliate.
Alla JNN sono affiliate anche l'emittente satellitare BS-TBS e l'emittente via cavo all-news TBS News Bird.

## Emittenti televisive affiliate
|      | Stazione televisiva             | Codice televisivo | Area di trasmissione (Prefettura)                         |
| ---- | ------------------------------- | ----------------- | --------------------------------------------------------- |
| TBS  | TBS TV / TBSテレビ              | JORX-DTV          | Tokyo, Kanagawa, Saitama, Chiba, Gunma, Ibaraki e Tochigi |
| MBS  | MBS TV / MBSテレビ              | JOOY-DTV          | Osaka, Hyogo, Kyoto, Nara, Shiga e Wakayama               |
| CBC  | CBC TV / CBCテレビ              | JOGX-DTV          | Aichi, Gifu e Mie                                         |
| ATV  | Aomori TV / 青森テレビ          | JOAI-DTV          | Aomori                                                    |
| ITV  | i-TV / あいテレビ               | JOEH-DTV          | Ehime                                                     |
| rkb  | RKB Mainichi Hōsō / RKB毎日放送 | JOFR-DTV          | Fukuoka                                                   |
| TUF  | TV-U Fukushima / テレビユー福島 | JOKI-DTV          | Fukushima                                                 |
| RCC  | Chugoku Hōsō / 中国放送         | JOER-DTV          | Hiroshima                                                 |
| HBC  | Hokkaidō Hōsō / 北海道放送      | JOHR-DTV          | Hokkaidō                                                  |
| MRO  | Hokuriku Hōsō / 北陸放送        | JOMR-DTV          | Ishikawa                                                  |
| IBC  | IBC Iwate Hōsō / IBC岩手放送    | JODF-DTV          | Iwate                                                     |
| RSK  | Sanyo Hōsō / 山陽放送           | JOYR-DTV          | Kagawa e Okayama                                          |
| MBC  | Minaminihon Hōsō / 南日本放送   | JOCF-DTV          | Kagoshima                                                 |
| KUTV | TV Kochi / テレビ高知           | JORI-DTV          | Kochi                                                     |
| RKK  | Kumamoto Hōsō / 熊本放送        | JOBF-DTV          | Kumamoto                                                  |
| TBC  | Tohoku Hōsō / 東北放送          | JOIR-DTV          | Miyagi                                                    |
| MRT  | Miyazaki Hōsō / 宮崎放送        | JONF-DTV          | Miyazaki                                                  |
| SBC  | Shin-etsu Hōsō / 信越放送       | JOSR-DTV          | Nagano                                                    |
| NBC  | Nagasaki Hōsō / 長崎放送        | JOUR-DTV          | Nagasaki                                                  |
| BSN  | Niigata Hōsō / 新潟放送         | JODR-DTV          | Niigata                                                   |
| OBS  | Oita Hōsō / 大分放送            | JOGF-DTV          | Oita                                                      |
| RBC  | Ryukyu Hōsō / 琉球放送          | JORR-DTV          | Okinawa                                                   |
| BSS  | San-in Hōsō / 山陰放送          | JOHF-DTV          | Shimane e Tottori                                         |
| SBS  | Shizuoka Hōsō / 静岡放送        | JOVR-DTV          | Shizuoka                                                  |
| TUT  | Tulip TV / チューリップテレビ   | JOJH-DTV          | Toyama                                                    |
| TUY  | TV-U Yamagata / テレビユー山形  | JOWI-DTV          | Yamagata                                                  |
| tys  | TV Yamaguchi / テレビ山口       | JOLI-DTV          | Yamaguchi                                                 |
| UTY  | TV Yamanashi / テレビ山梨       | JOGI-DTV          | Yamanashi                                                 |